# Arena Zagreb
L'Arena Zagreb est une salle omnisports de Croatie située au sud-ouest de Zagreb, dans le quartier de Lanište. Elle est principalement utilisée pour le handball, le basket-ball, le volley-ball, l’athlétisme, les concerts et divers événements.
La Arena Zagreb a une capacité de 16 500 sieges.

## Événements

### Évènements sportifs
- Championnat du monde masculin de handball 2009.
- Championnat d'Europe de futsal 2012
- Championnat d'Europe féminin de handball 2014
- Un groupe de la phase de poules du Championnat d'Europe de basket-ball 2015.
- Finale de la Coupe d'Europe FIBA 2015-2016.
- Finale de la Coupe Davis 2016 entre la Croatie et l'Argentine.
- Championnat d'Europe masculin de handball 2018
- Championnat du monde masculin de handball 2025

### Concerts
- Concert de Britney Spears pour son Femme Fatale Tour, 1er octobre 2011.

## Galerie

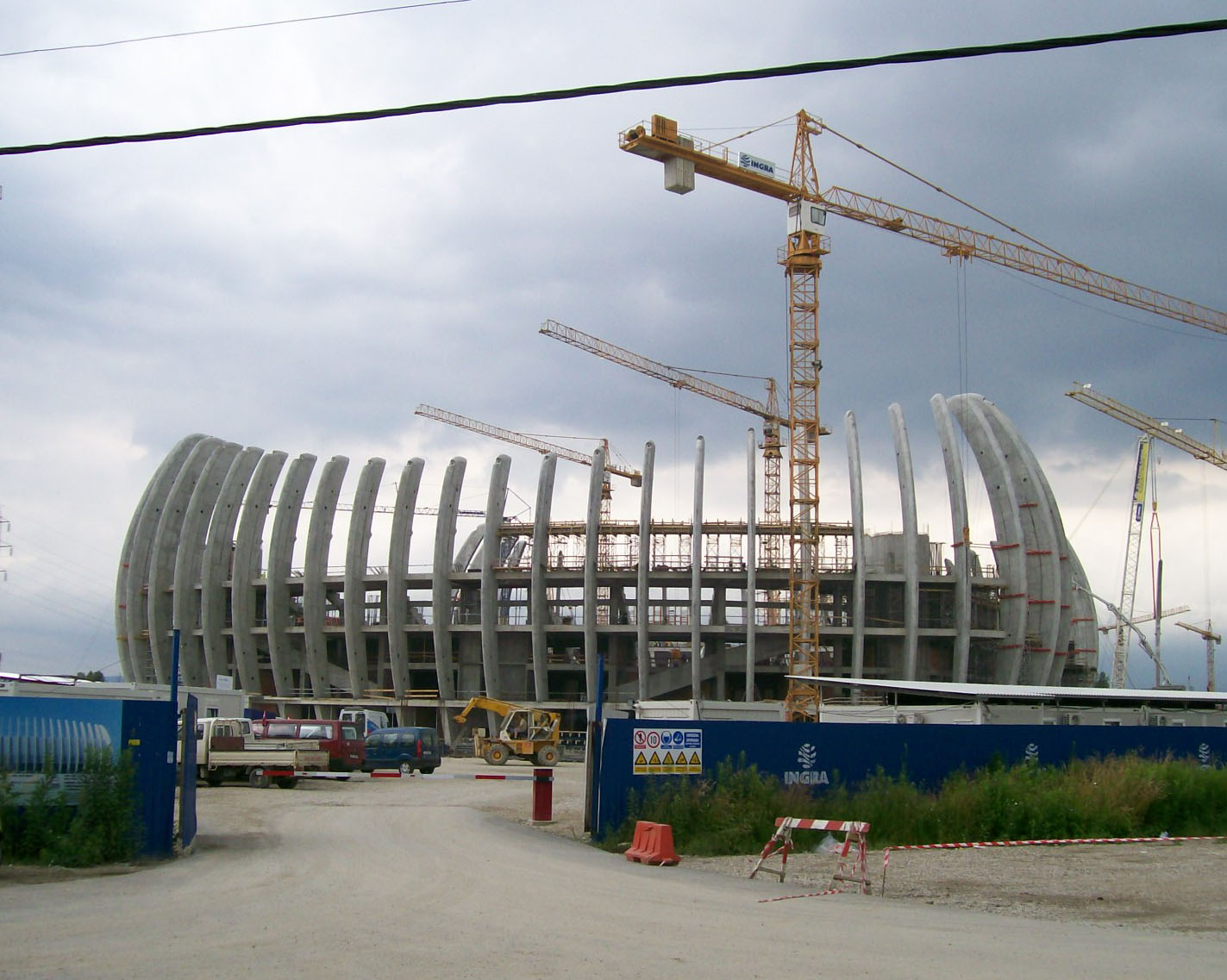
13 juin 2008
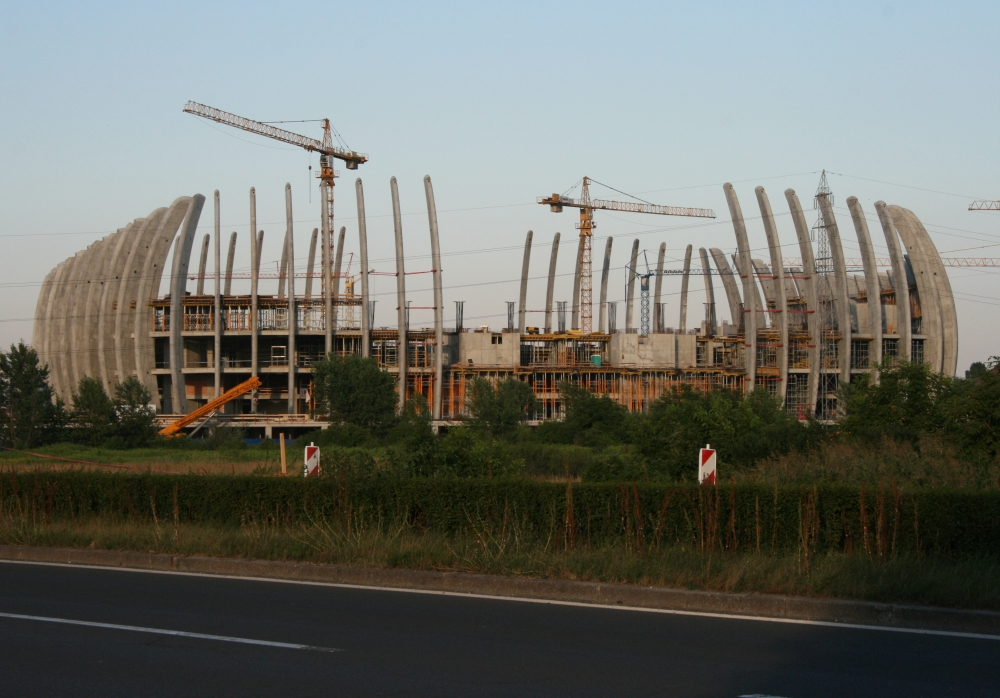
11 juillet 2008
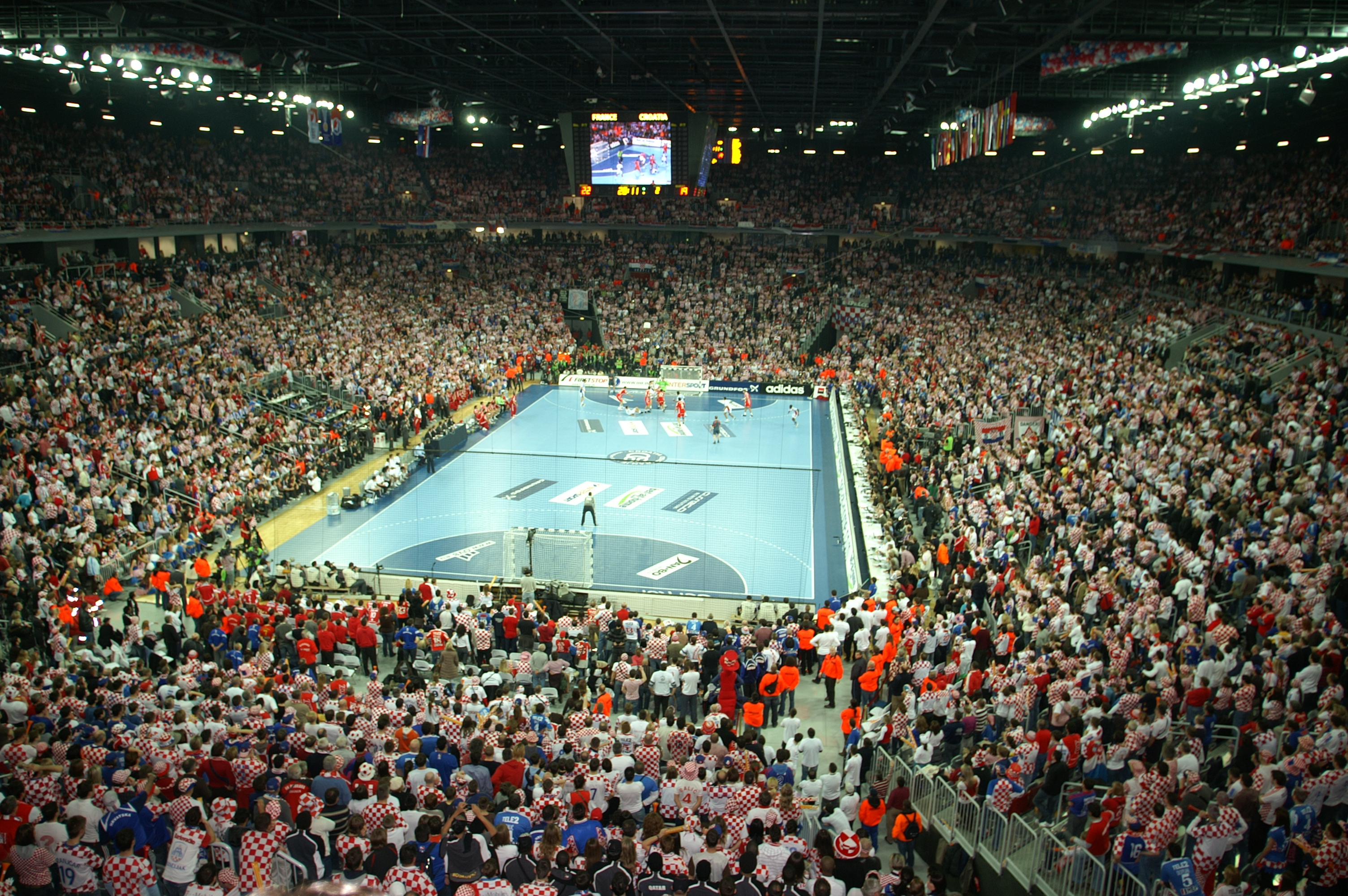
Vue intérieure
Ancien logo